# Salvatore Mazzarano
Salvatore Mazzarano (Massafra, 4 de julio de 1965-Massafra, 11 de enero de 2024) fue un futbolista italiano que jugó en la posición de defensa central.

## Equipos
| Periodo   | Club                 |
| --------- | -------------------- |
| 1984-1986 | Massafra Calcio      |
| 1986-1990 | Fasano               |
| 1990-1991 | Casarano Calcio      |
| 1991–1994 | US Ancona            |
| 1994–1995 | Taranto FC 1927      |
| 1995–1996 | Castrovillari Calcio |
| 1996–1998 | Fasano               |

## Logros
- Serie D (2): 1988, 1995
- Finalista de la Copa Italia 1994.